# Focos
Focos (en grec antic Φῶκος) fou un heroi grec, fill d'Èac i de Psàmate.
Natural d'Egina, emigrà a la regió que després, en honor seu, s'anomenà Focea. El nom de Focos era una recordança de la metamorfosi de la seva mare, filla de Nereu i, per tant, germana de Tetis. Per escapar-se dels braços d'Èac, Psàmate, que igual que altres divinitats marines es podia transformar, es va convertir en una foca, cosa que no va impedir que Èac aconseguís el seu objectiu i que ella li donés un fill. Quan es va fer gran, Focos es va embarcar i va marxar de Salamina, el país del seu pare, per anar a la Grècia central. Va conquerir un país que anomenà Fòcida i es va aliar amb un indígena, Iaseu, per altra banda desconegut, es va casar amb Astèria, filla de Deíon i Diomede, que pertanyia pel seu avi Xutos a l'estirp de Deucalió. Astèria li va donar dos bessons, Crisos i Panopeu.
Més endavant va tornar a l'illa d'Egina per participar en uns jocs atlètics, però fou mort pels seus germanastres Telamó i Peleu, els fills d'Èac i d'Endeida, gelosos de les seues victòries i potser per gelosia de la dona legítima d'Èon. Psàmate venjà la seva mort enviant un llop per delmar els ramats de Peleu a Tessàlia, on s'havia refugiat després que el seu pare l'exiliés. Però, accedint als precs de Tetis, Psàmate va consentir en convertir aquest animal en pedra.
Un altre Focos era nascut a Glisant, a Beòcia, i va ser el pare de Cal·lírroe, segons una tradició recollida per Plutarc. Els pretendents de la seva filla el van matar, però finalment van ser morts per lapidació.